# 加坡县 (北大年府)
加坡县，是泰国南部北大年府的一个县。总面积93.8平方公里，总人口15782人，人口密度168.2人/平方公里（2005年）。

## 行政区划
加坡县辖有3个区，22个村。